# Snabbstolp
Snabbstolp är stolpar som används som stängselstolpar, och som är gjorda för att enkelt kunna monteras eller tas bort, till exempel när man vill snabbt behöver bygga en hage åt ett djur.
Snabbstolp finns i olika längder, beroende på vilket djur man vill hägna in. De är ofta gjorda i plast för att inte behöva använda isolatorer. Det finns olika typer av hakar på olika höjder för att kunna använda elrep, elband, high tensile-tråd, m.m. Nederst på stolpen finns ett eller två järnspett, ca 1 dm långa. Diametern på detta spett är bara ca 1 cm, för att man för hand ska kunna slå ner stolpen där man vill.
Snabbstolp kan också användas i områden med liten jordmån, till exempel i bergshagar och där det är besvärligt att borra för att kunna sätta ner permanenta stolpar.
Nackdelarna med snabbstolp är att de lätt faller omkull eller böjer sig, på grund av sin bräckliga konstruktion, samt att de inte är så estetiskt tilltalande på alla ställen.